# 尚恩·麥科馬克
尚恩·麥科馬克（英語：Seán McCormack，1968年3月1日—），中文名麥善恩，英國籍台灣動物保護人士，先後創立台灣動物協會和台灣巴克動物懷善救援協會等組織。

## 生平
出生於英格蘭肯特郡的福克斯通。從小就喜愛動物，而後也在動物福利組織當過義工。
麥科馬克來台灣最初是擔任英文老師，自從援救一隻車禍受傷的小黑狗後，便開始投入營救動物，致使一度用盡積蓄；他在受到國際知名動物保育人士珍·古德的鼓勵後，於2004年創立了台灣動物協會。2010年6月，他創立台灣巴克動物懷善救援協會（The PACK Sanctuary）。2014年於新北市三芝區設立動物庇護所，收容兩百多隻動物。
2014年，由麥科馬克所救治的羅威納犬「Tiny」獲英國皇家防止虐待動物協會網路票選為「奇蹟生命轉變」冠軍，其救援故事被英國《每日郵報》報導。
2019年3月，和妻子徐若菁在三芝區共同創立台灣愛克特動物重生救援協會。

## 外部連結
- Seán McCormack的Facebook專頁